# Tombeau de François II de Bretagne
Le tombeau de François II, duc de Bretagne et de sa femme Marguerite de Foix est un monument funéraire qui se trouve à Nantes, dans la cathédrale Saint-Pierre-et-Saint-Paul, et qui fut réalisé en différents matériaux nobles dont le marbre de Carrare au début du XVIe siècle par Michel Colombe (sculpteur, avec son atelier) et Jean Perréal (architecte).

## Histoire
L'ensemble, commandé par Anne de Bretagne pour honorer la mémoire de ses parents, est considéré comme un chef-d'œuvre de la sculpture de la Renaissance française. Il est également un mémorial de la dynastie des Montfort, et apparaît, dans une vision romantique, comme un symbole marquant de l'histoire de la Bretagne, en tant que « tombeau de la nationalité bretonne » dans cette époque charnière où l'hommage au dernier duc de Bretagne est rendu par celle dont le mariage conduit l'union de la Bretagne à la France.
Le monument a été initialement désigné sous le nom de « tombeau des Carmes ». Il devait cette appellation à son emplacement d'origine, car François II avait souhaité que son corps reposât dans la chapelle des Carmes à Nantes, auprès de sa première épouse, Marguerite de Bretagne, à laquelle il devait son titre de duc.

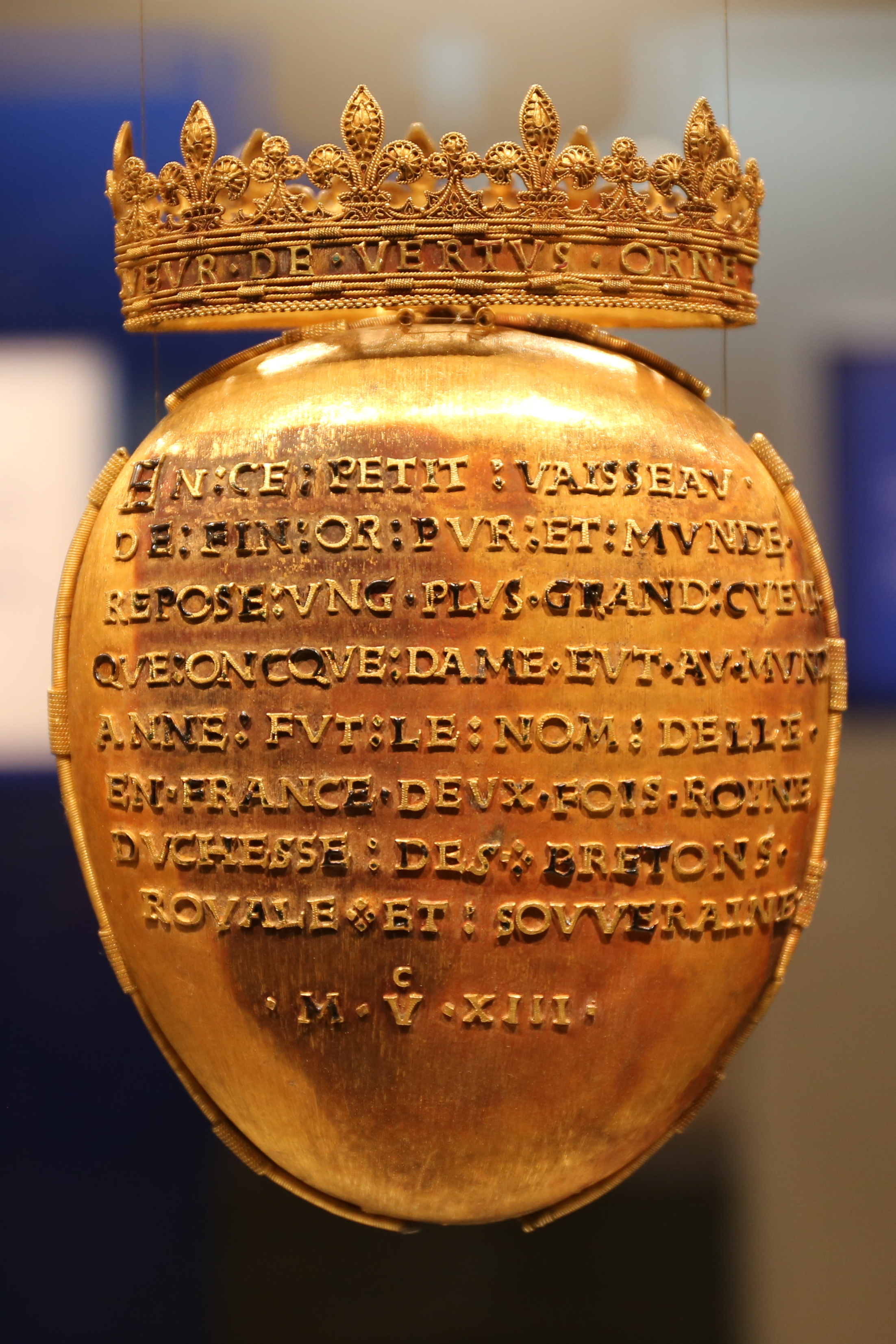
L'écrin du cœur d'Anne de Bretagne, autrefois placé dans le tombeau.

En 1499, Anne de Bretagne lance le projet de faire réaliser un tombeau orné de sculptures, notamment les gisants de ses parents, François II et Marguerite de Foix. Cette œuvre monumentale est dessinée par l'architecte et peintre Jean Perréal et exécutée par le sculpteur Michel Colombe entre 1502 et 1507. En 1506, la duchesse et reine de France Anne obtient du pape Jules II l'autorisation de faire transférer les restes de sa mère, Marguerite de Foix (qui était inhumée dans la cathédrale depuis 1487), dans le tombeau de la chapelle des Carmes, opération réalisée en 1507. À sa mort, Anne de Bretagne est inhumée dans la basilique Saint-Denis, comme tous les monarques capétiens. Seul son cœur, déposé dans un écrin en or, est placé dans le tombeau familial par le chancelier du duché de Bretagne Philippe de Montauban le 19 mars 1514. En 1727, Gérard Mellier, alors maire de Nantes, fait exhumer l'écrin, craignant que les religieux n'en aient fait fondre l'or. 
En 1791, lors de la Révolution française, les religieux sont dispersés, et le mobilier est vendu. En 1792, les bâtiments, dont l'église, sont vendus comme biens nationaux. Les trois cercueils sont déplacés dans la crypte de la cathédrale, et le tombeau est caché pour en éviter la destruction. Cet acte de sauvegarde est parfois attribué à Jean-Baptiste Ogée, parfois à Mathurin Crucy. Lorsque le tombeau est retrouvé, en 1800, ce dernier propose de réutiliser l'œuvre pour en faire la base d'une colonne commémorative. Cette proposition est refusée par le préfet Le Tourneur, et le monument est transféré dans un croisillon sud de la cathédrale en 1817.
Le tombeau est classé au titre « immeuble » des monuments historiques depuis 1862.

## Description
Le monument est constitué d'un sarcophage massif, rectangulaire, de 3,90 m par 2,33 m et de 1,27 m de haut, et s'élevant sur une plinthe en serpentine vert foncé. Sur la dalle en marbre noir de Liège qui couvre l'ensemble, les deux gisants aux mains jointes en prière et les yeux fermés sont allongés. Ils sont représentés allongés très droits, côte à côte, iconographie funèbre typique du Moyen Âge tardif. Leurs têtes reposent sur d'épais « carreaux » (coussins carrés de parade) maintenus par trois anges à genoux, et à leurs pieds se tiennent le lévrier, symbole de fidélité, et le lion qui représente la force.
Aux quatre coins du tombeau se dressent quatre statues en pied, représentant chacune une des vertus cardinales : on y reconnaît la justice, la force, la tempérance et la prudence.
Un bandeau en serpentine vert foncé sépare les parois latérales du sarcophage en deux registres superposés sur lesquels figurent de délicates sculptures placées dans de petites niches. Le registre supérieur est décoré de pilastres et d'arcatures en marbre blanc décorés selon la technique du relief aplati encadrant des niches de marbre rouge en plein cintre qui abritent, sur les petits côtés, les saints patrons des deux défunts (saint François d'Assise et sainte Marguerite), Charlemagne et Saint Louis, ainsi que les Douze Apôtres (six sur chacun des deux grands côtés). Dans le registre inférieur se succèdent des demi-figures de pleurants aux visages et aux mains d'albâtre drapés dans un vêtement sombre à capuchon en serpentine, recroquevillés dans de petits médaillons en coquille en marbre blanc.
Le mausolée combine des éléments stylistiques différents, « les gisants réalisés sur le mode traditionnel et une ornementation dans le style novateur de la Renaissance sur les parois latérales dans lesquelles sont intégrées les statuettes des Apôtres de style gothique tardif et des pleurants ». Cette combinaison d'influences gothique et Renaissance correspond au niveau de prestige recherché pour ce tombeau. Elle est due notamment à la collaboration dans un même atelier et autour du même projet de sculpteurs français chargés des statues, et italiens chargés de l'ornementation.

### Les gisants

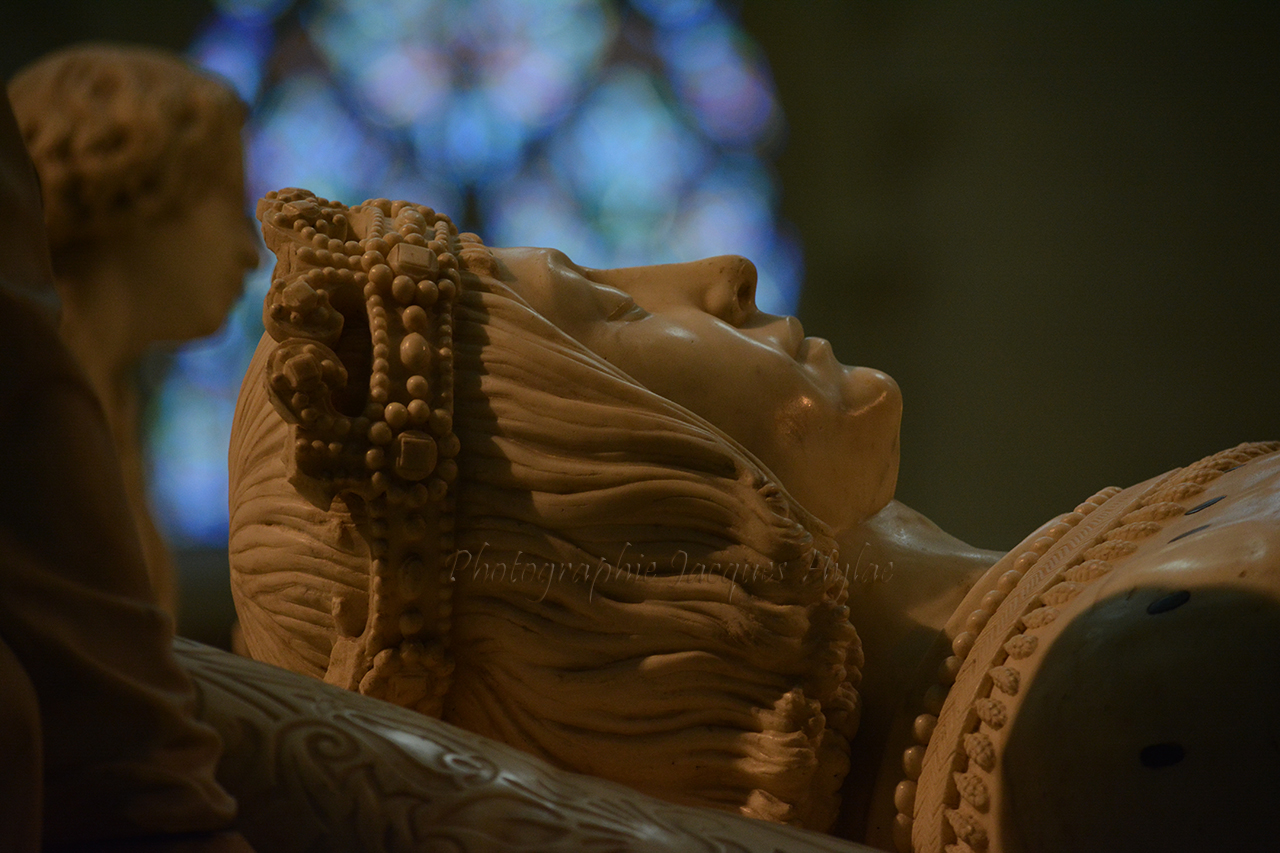
Francois II - Tombeau des Carmes - Cathédrale de Nantes.

François II et Marguerite de Foix sont représentés les mains jointes et les yeux clos, portant un costume d'apparat (grands manteaux doublés d'hermine) et une couronne fleurdelisée. Le duc porte en collier l'insigne de l'Ordre de l'Hermine et de l'Épi.

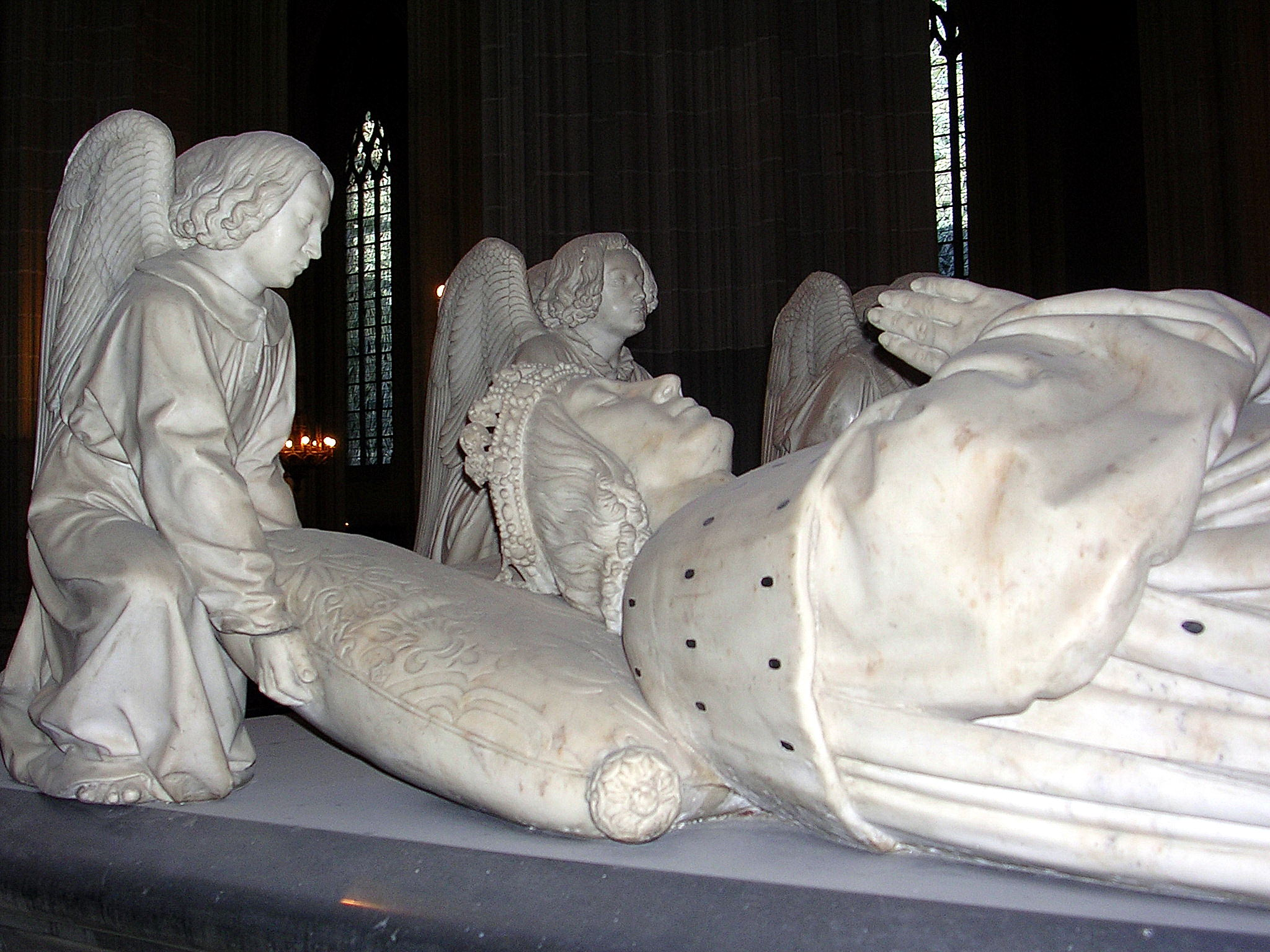
Détail du gisant de François II.
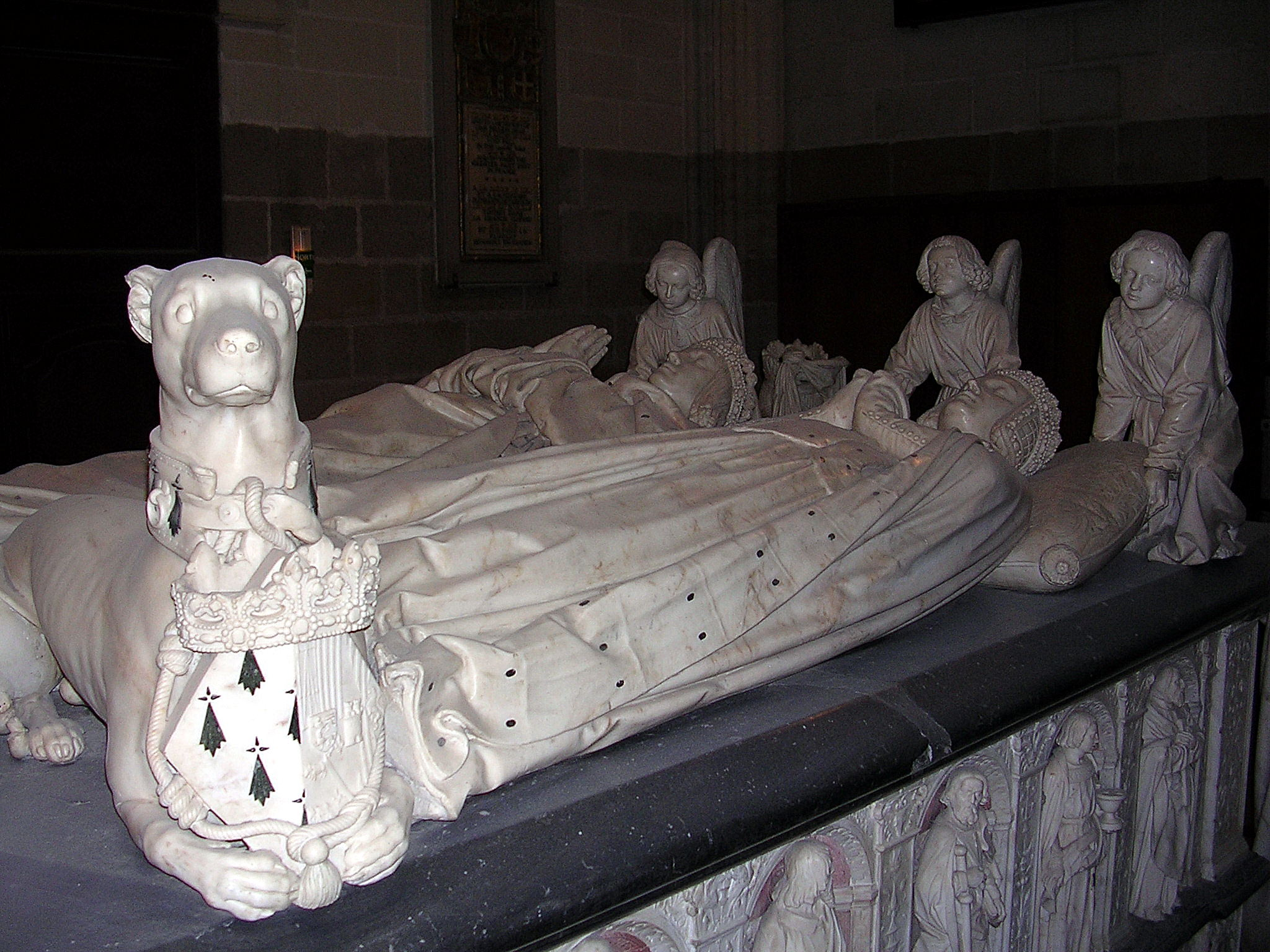
Les gisants.

### Les statues d'angles
Les figures allégoriques de femmes représentent les quatre vertus cardinales, indicatrices du chemin vertueux que le prince et que tout homme sont appelés à suivre

Les quatre vertus cardinales
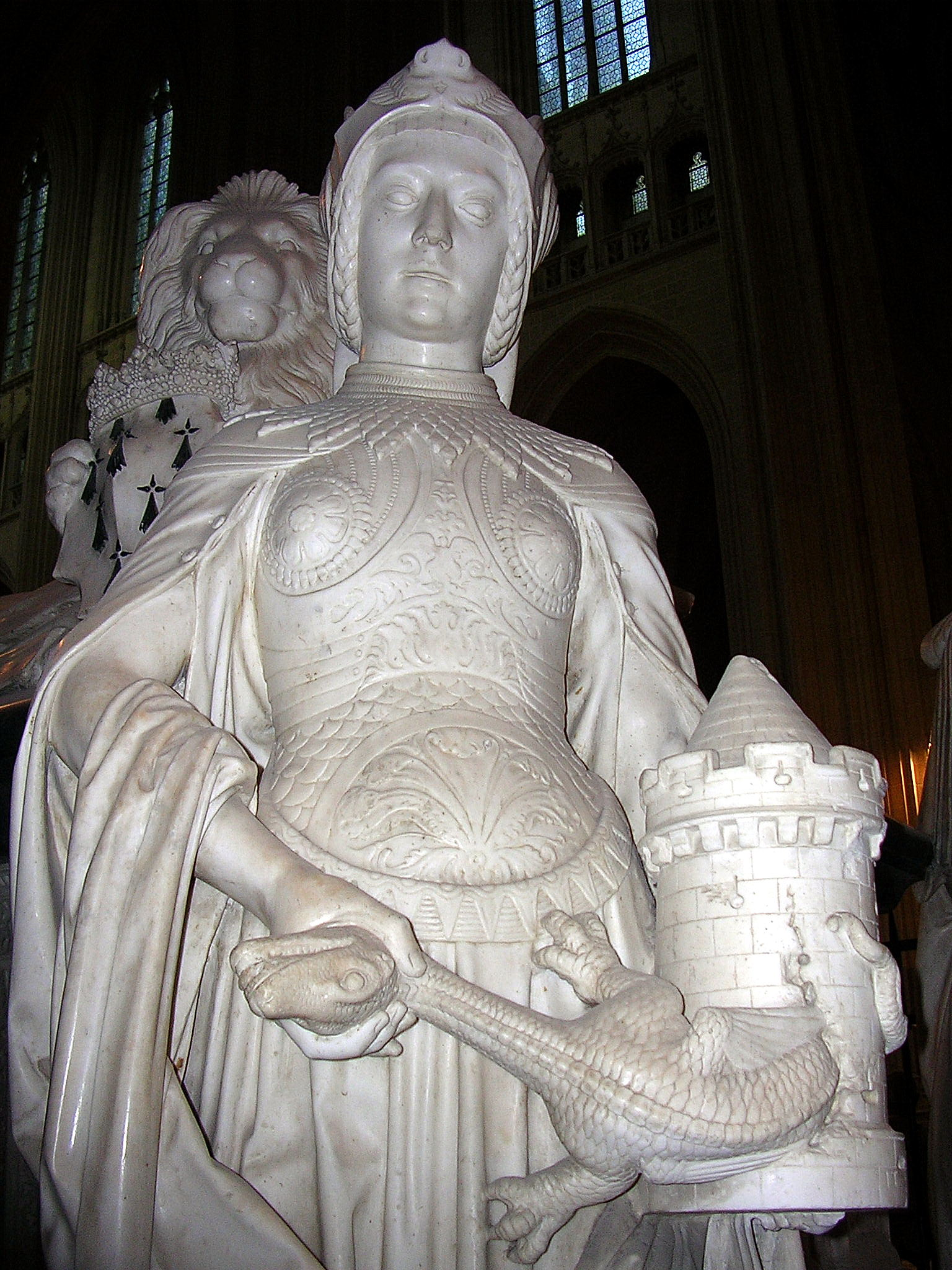
La Force
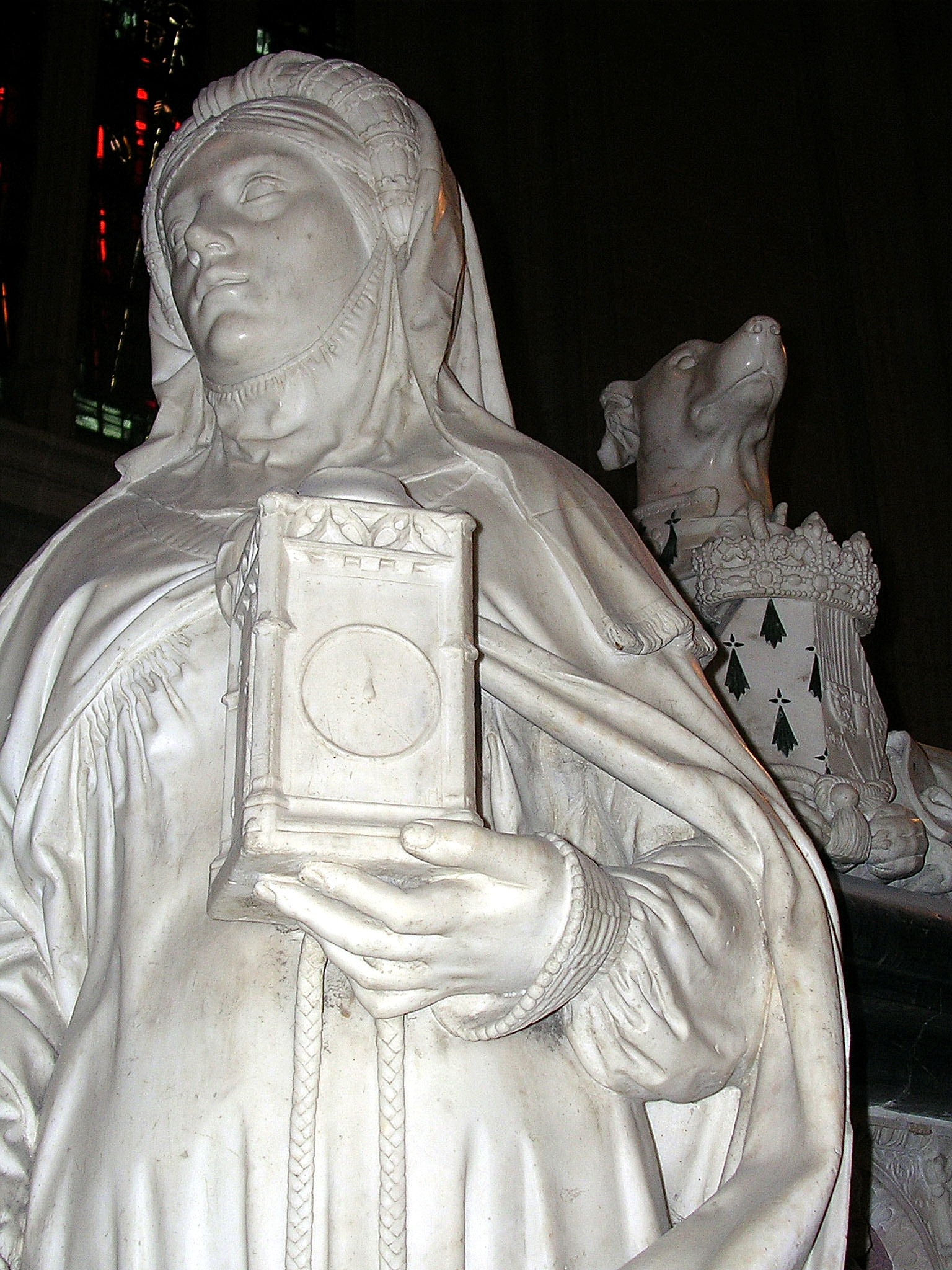
La Tempérance
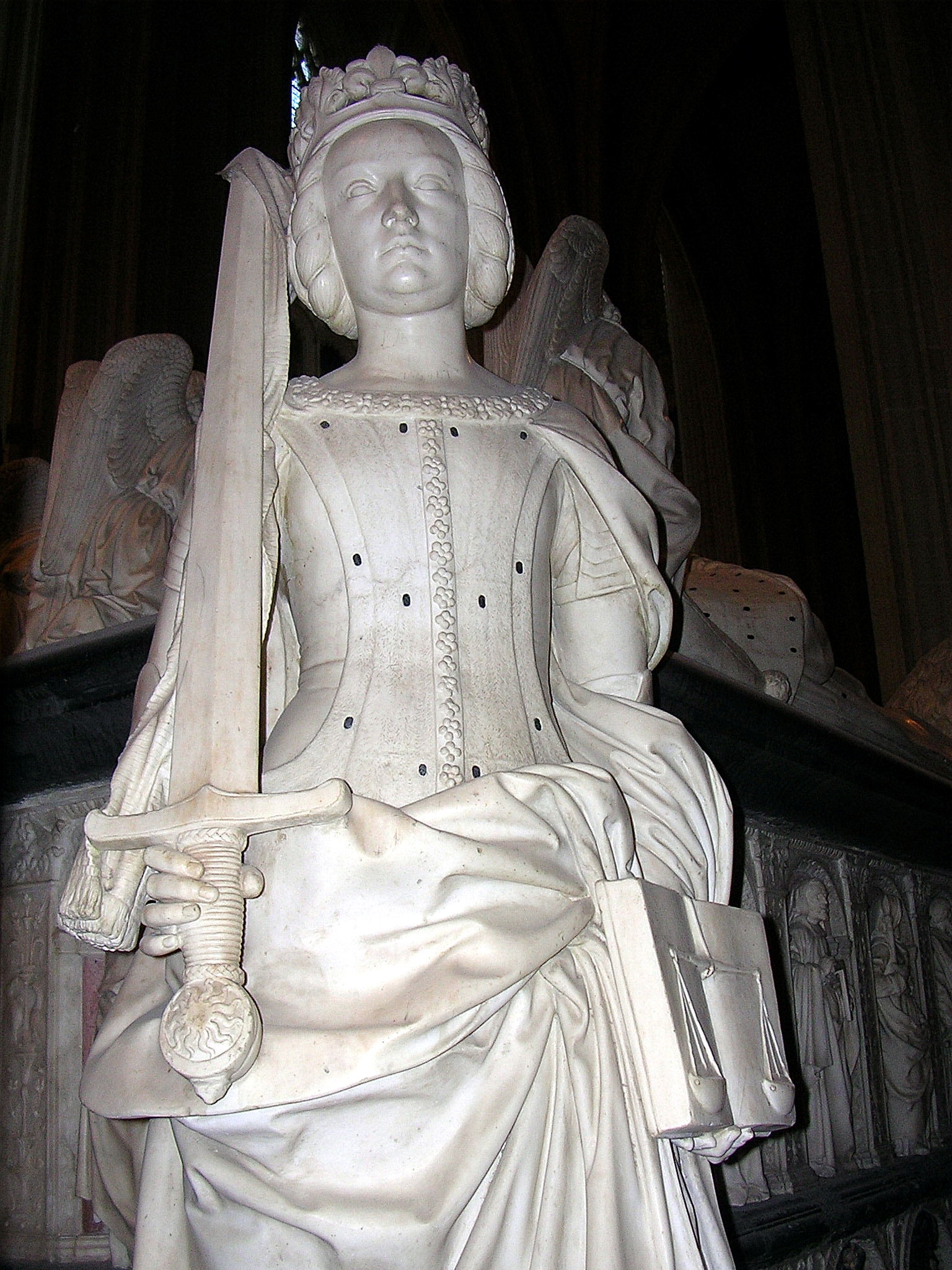
La Justice
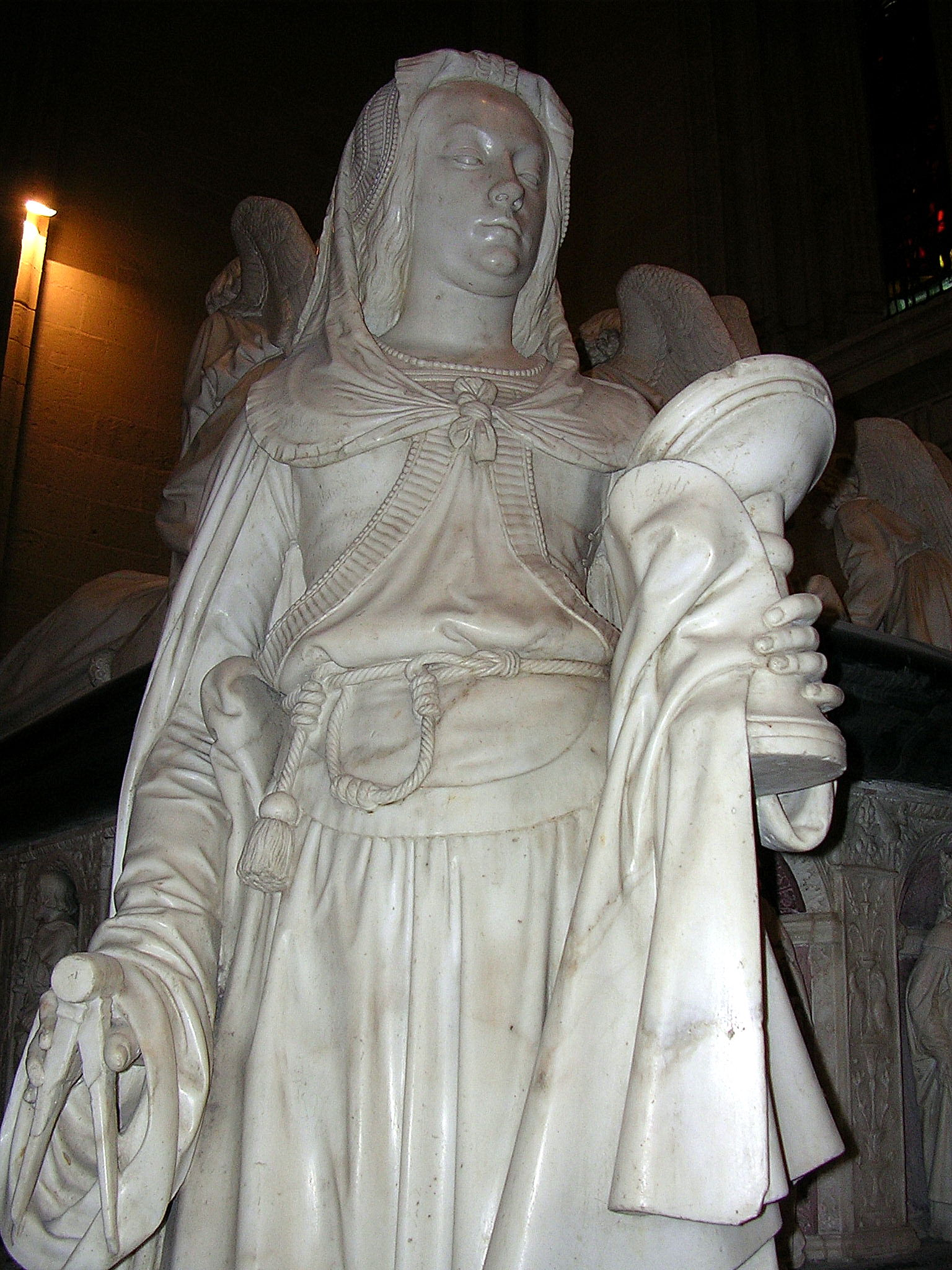
La Prudence

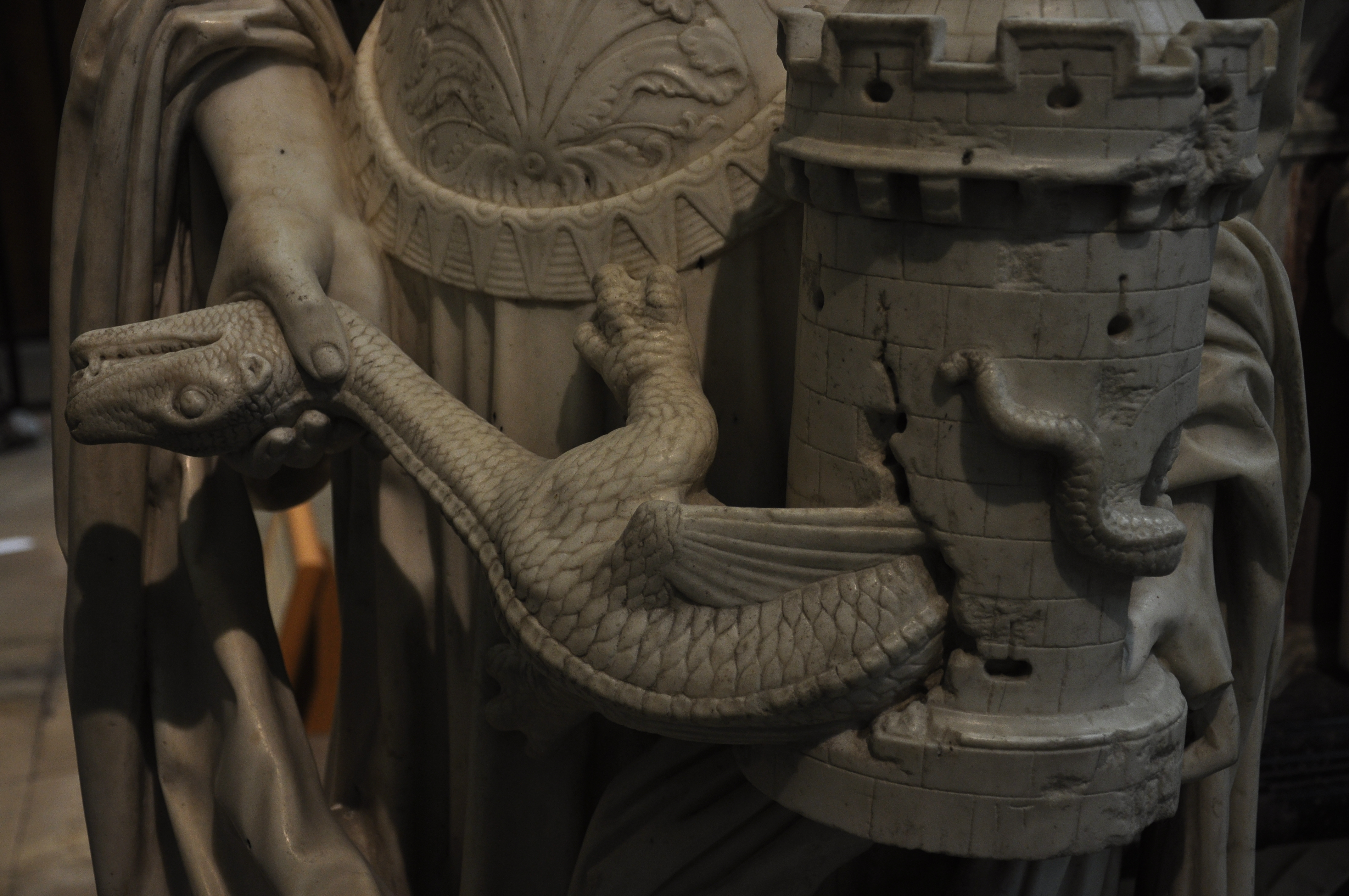
Le dragon extirpé du donjon (détail)

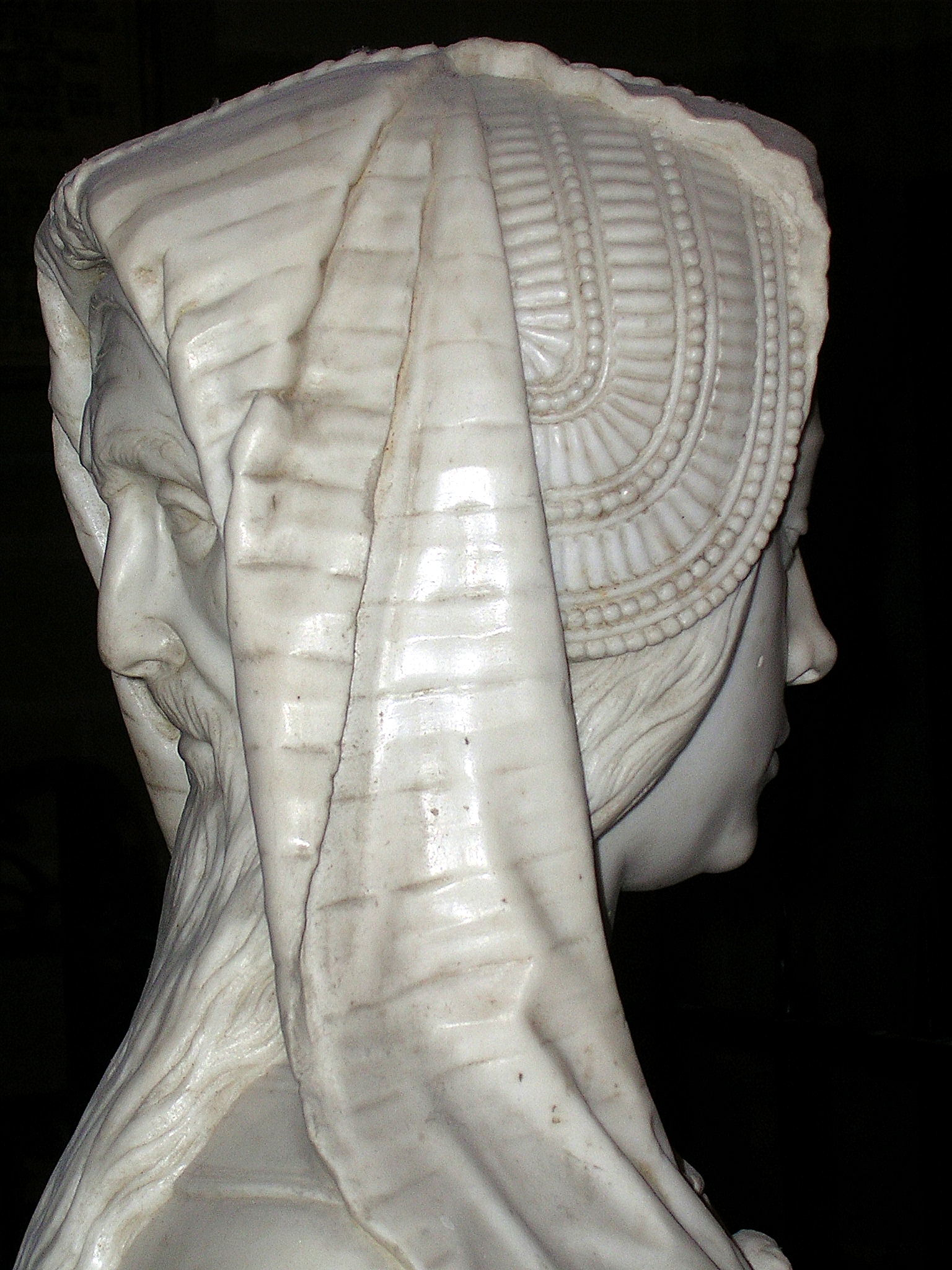
Le double visage de la Prudence.

La Force est représentée en armure avec un casque guerrier, car il s'agit d'une vertu virile. Dans l'iconographie de cette vertu, elle est souvent représentée appuyée contre une colonne ou une tour. Ici elle extirpe le dragon de la tour crénelée (ou du donjon) où il s'est retranché et symbolise donc la force morale qui triomphe du vice et de la tentation. L'expression de son visage reflète une certaine douleur rentrée, comme si l'effort d'arracher le dragon (le Mal) de la tour (le Bien, le for intérieur) ne se faisait pas sans combat intérieur. Elle rappelle le rôle du chevalier chrétien dans la défense de la foi. Elle est coiffée de la dépouille d'un lion dont on aperçoit le mufle, rappelant le premier travail d'Héraclès contre le lion de Némée.

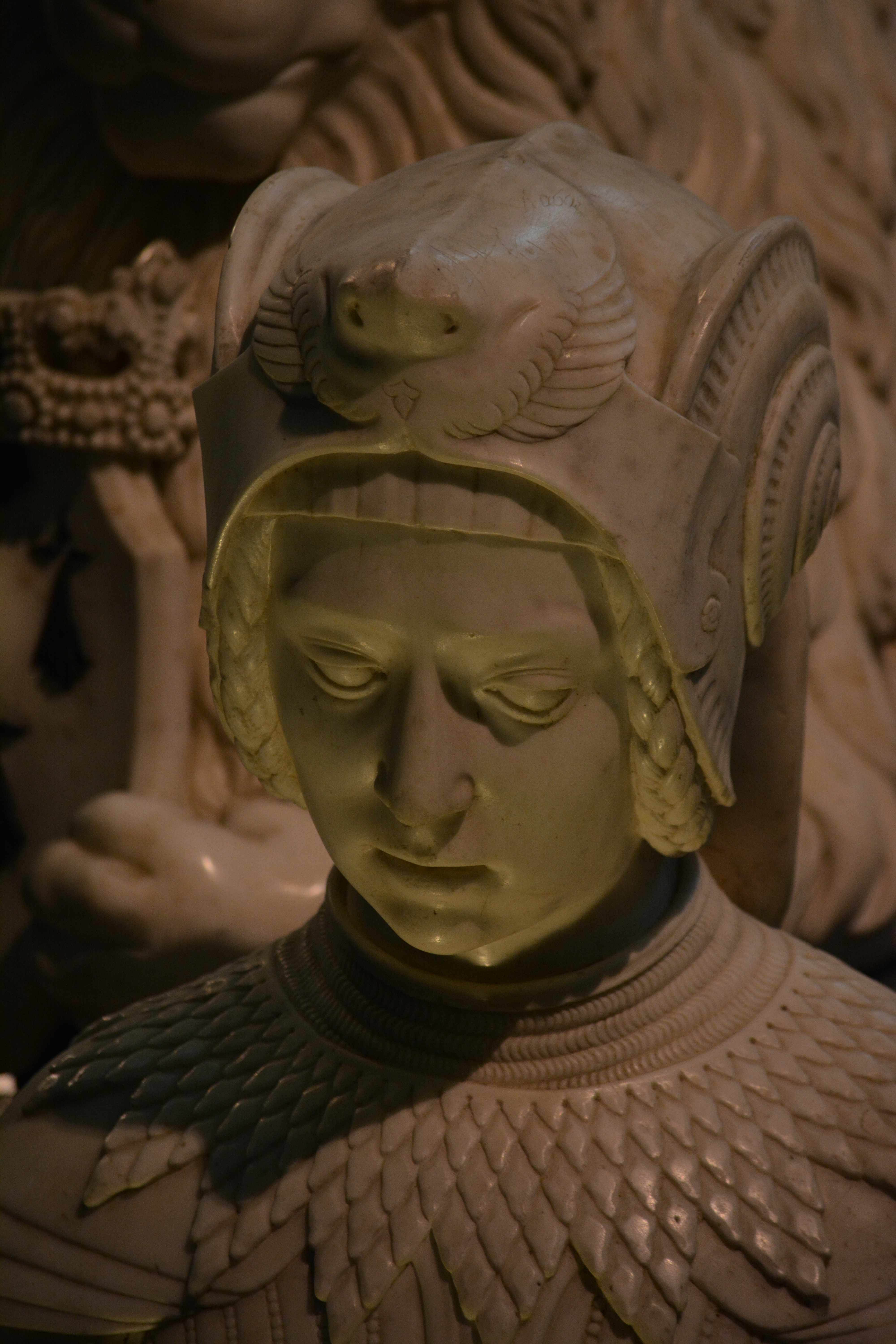
La Force (Fortitudo) - Tombeau de François II et Marguerite de Foix - Cathédrale de Nantes (Loire-Atlantique).

La Tempérance est munie en main droite d'un mors à cheval, symbole d'une conduite raisonnée : il y a un temps pour tout (Ec 3,1-15) et en main gauche d'une horloge, symbole du temps qu'il faut savoir respecter et atténue les passions. Elle symbolise également la mesure du temps qu'il ne faut pas gaspiller en vanités, mesure en tout pour éviter l'excès. Elle rappelle que le prince doit rechercher le juste milieu, l'équilibre. Son habit presque monacal exprime le refus des tentations de la chair qui mènent justement à l'excès. 
La Justice, sous les traits de laquelle on croit voir Anne de Bretagne elle-même, porte en main gauche un livre, représentant la loi, illustré d'une balance, représentant la justice. En main droite, elle tient un glaive imposant mais délicatement recouvert d'un pan de son écharpe : « Rendre la justice, mais ne pas détruire la personne ». Le glaive châtie et la balance pèse la gravité du crime ou le poids des arguments des deux parties. La statue porte une couronne rappelant que le prince exerce le rôle de juge et d'arbitre.
La Prudence tient en main droite un compas, symbole de la mesure de tout acte, et en main gauche un miroir reflet de toute pensée et capteur des conseils de sagesse de l'ancien, figuré en double visage. Celui-ci figure d'un côté un vieillard qui connaît le passé, de l'autre la jeune femme. La prévoyance ne peut se passer de l'expérience. Le miroir est également celui de la vérité : elle y voit l'image de ses faiblesses et se connaissant elle-même, peut mieux corriger sa conduite. La simplicité avec laquelle la jeune femme est vêtue (cape, ceinture en corde, voile noué sur la poitrine) renforce le sentiment de sagesse. À ses pieds se trouve un serpent : « Soyez prudents comme des serpents » (Mt 10,16).

### Le Lion et le lévrier
Allongé aux pieds du duc, le lion est tourné vers l'extérieur. Il présente, entre ses pattes avant, un écu losangique figurant les armoiries de la Bretagne surmontées d'une couronne (le lion est un soutien classique de l'héraldique bretonne).
Le lévrier, orienté à l'opposé du lion, est allongé aux pieds de la duchesse. À son collier orné d'hermine est attaché l'Ordre de la Cordelière, créé par Anne de Bretagne après la mort de ses parents. Il présente entre ses pattes avant les armoiries mi-parti de la Bretagne (partie gauche) et de Foix-Béarn-Navarre (partie droite), armes héritées de son père Gaston IV de Foix-Béarn et de sa mère Éléonore de Navarre.

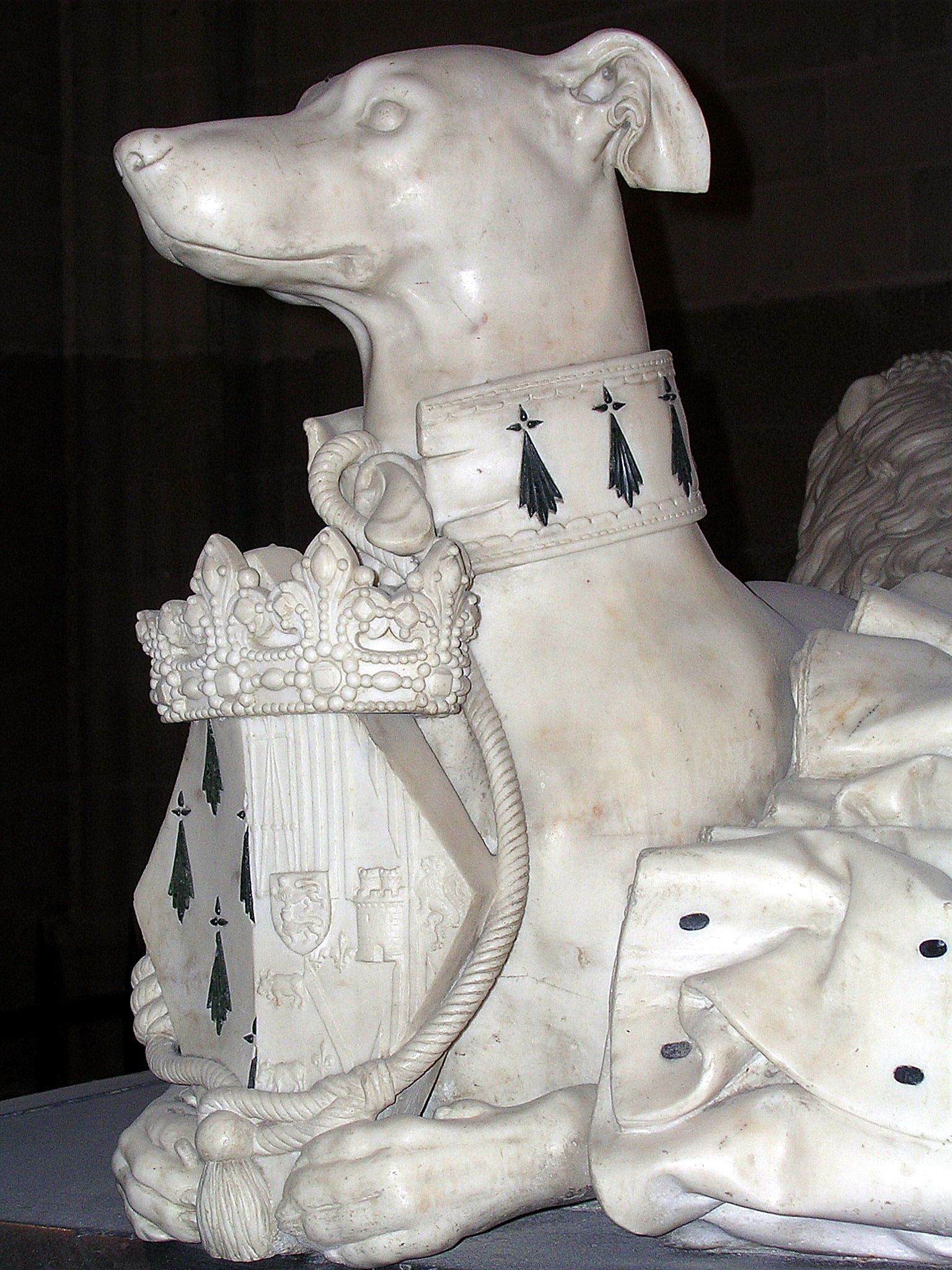
Le Lévrier, symbole de fidélité.
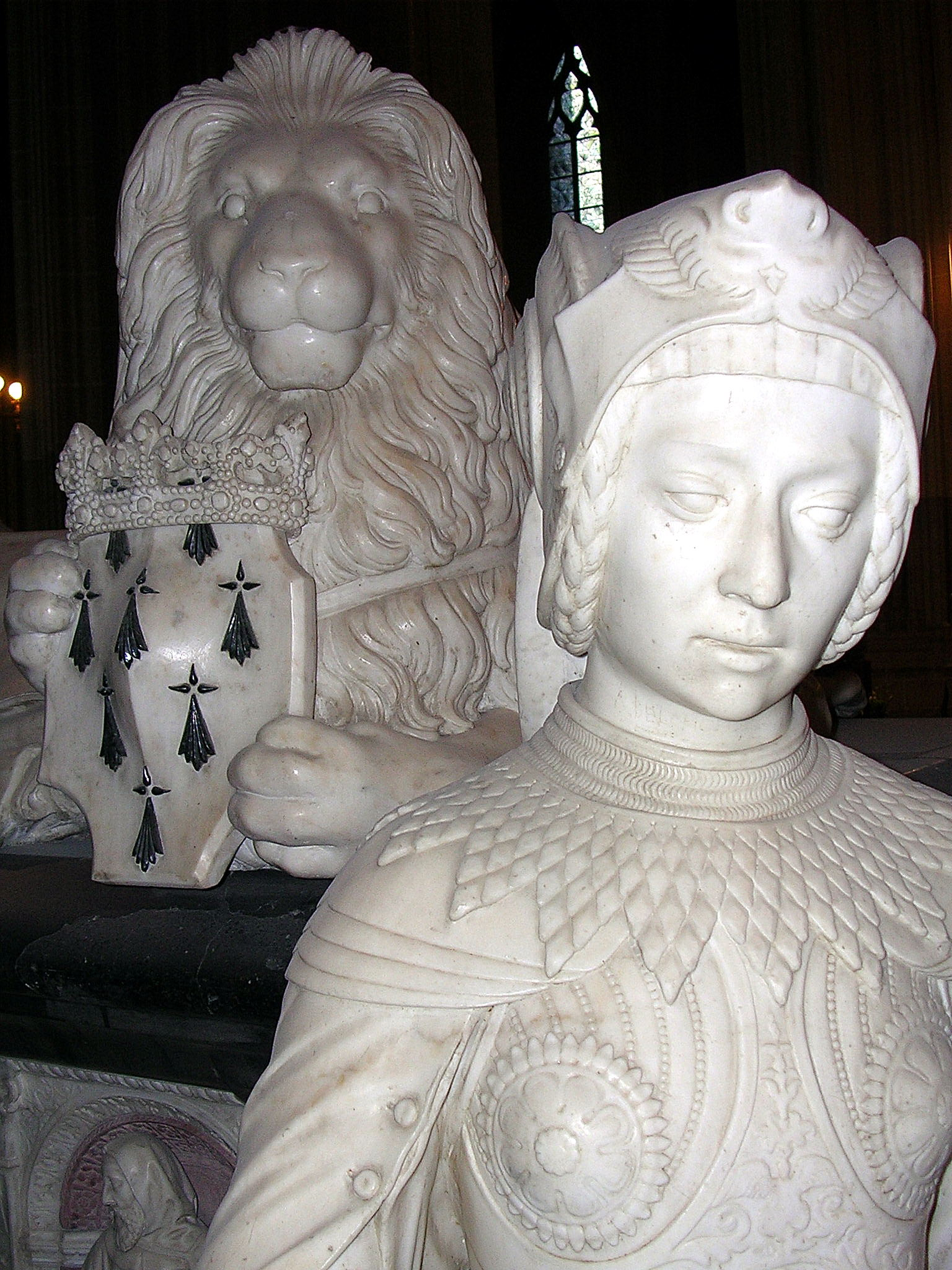
Derrière la Force, le Lion aux armes de Bretagne.

### Charlemagne, Saint Louis, les apôtres

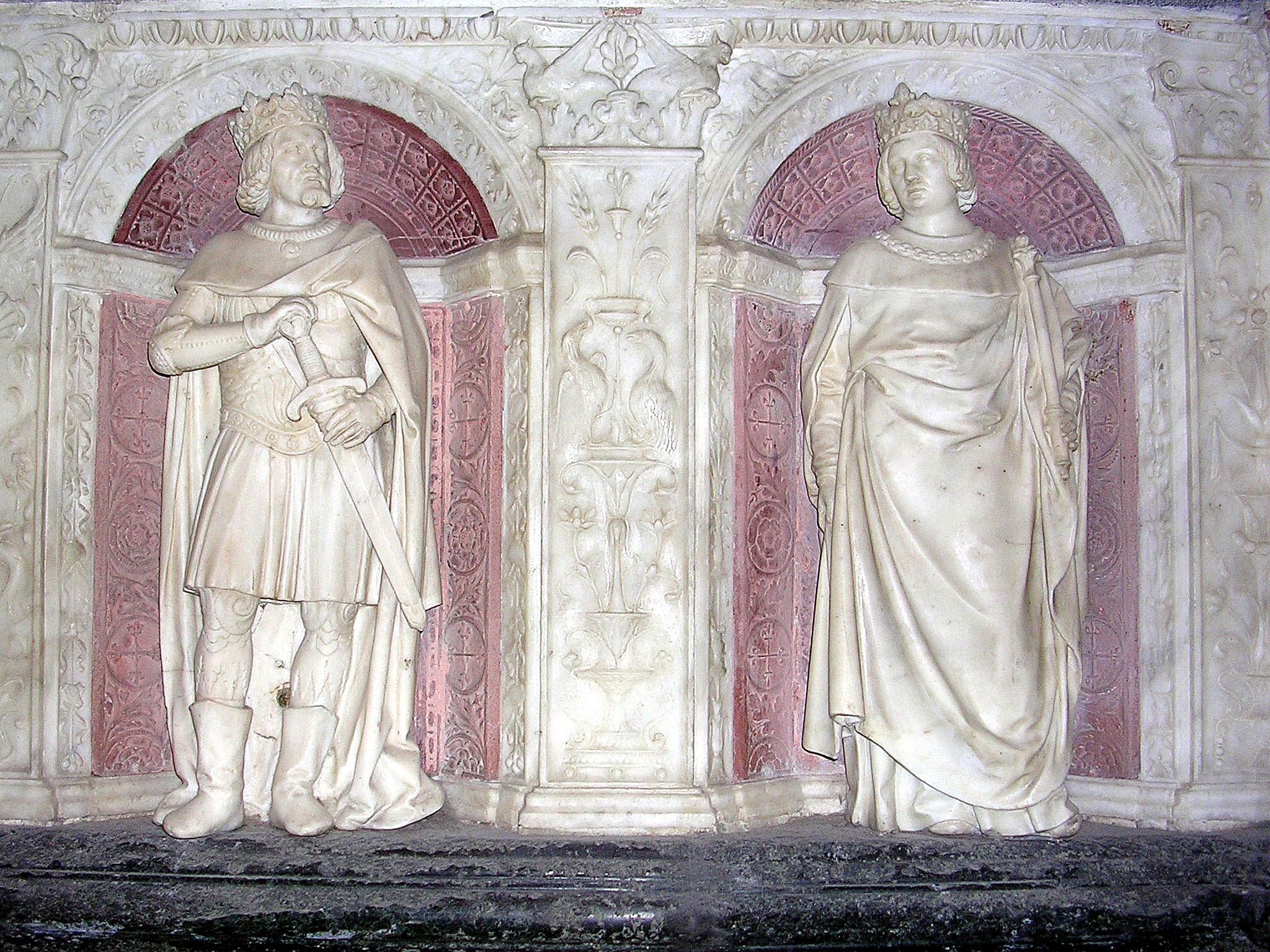
Charlemagne et Saint Louis.
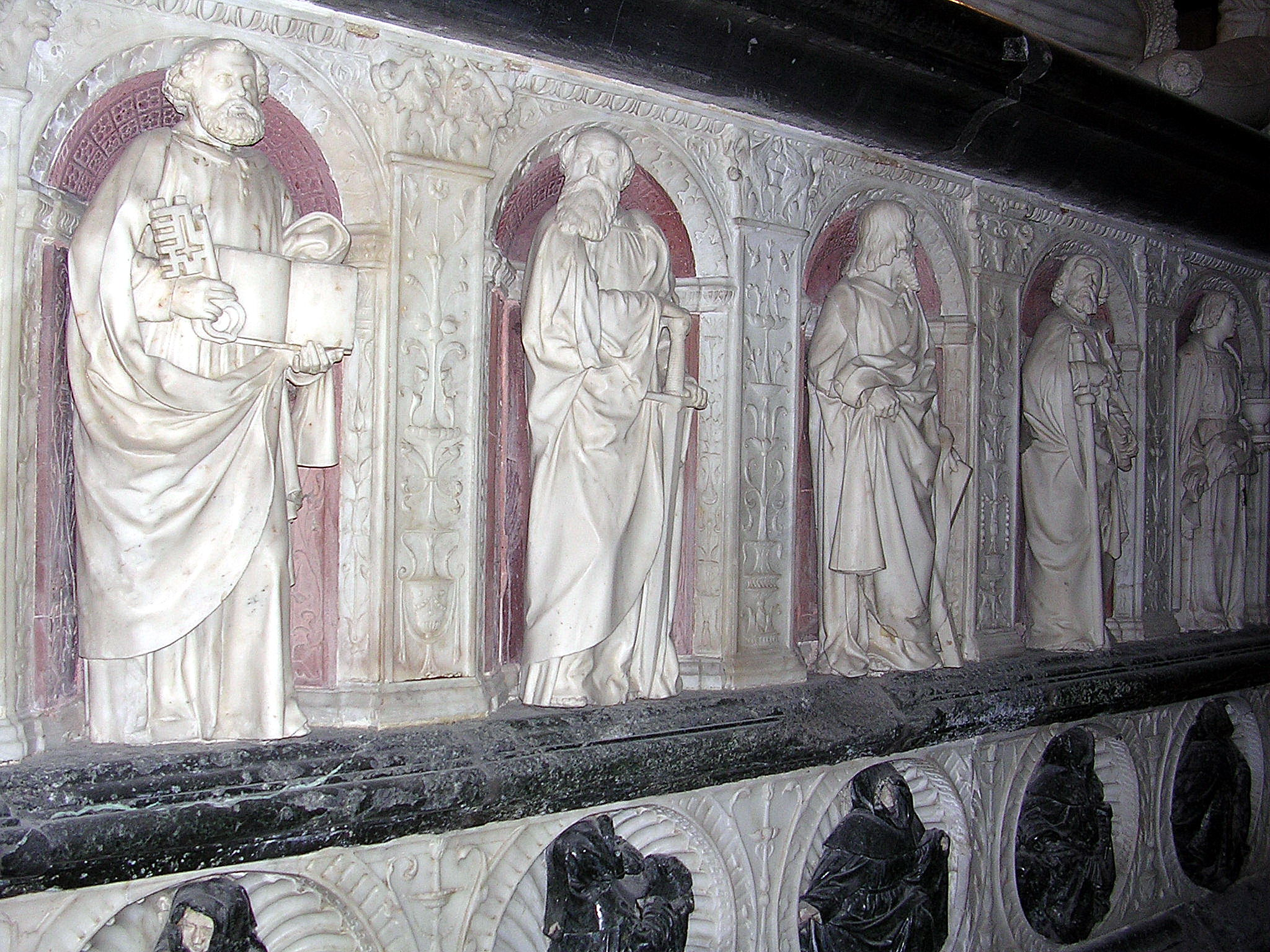
Les apôtres surplombant les priants.

## Dans la culture
Loïc Trémor, nom de plume de Mme Vaugeois, a écrit, sous la forme d'un sonnet, l'ekphrasis suivante à la gloire du monument.